# 國立拉脫維亞美術館

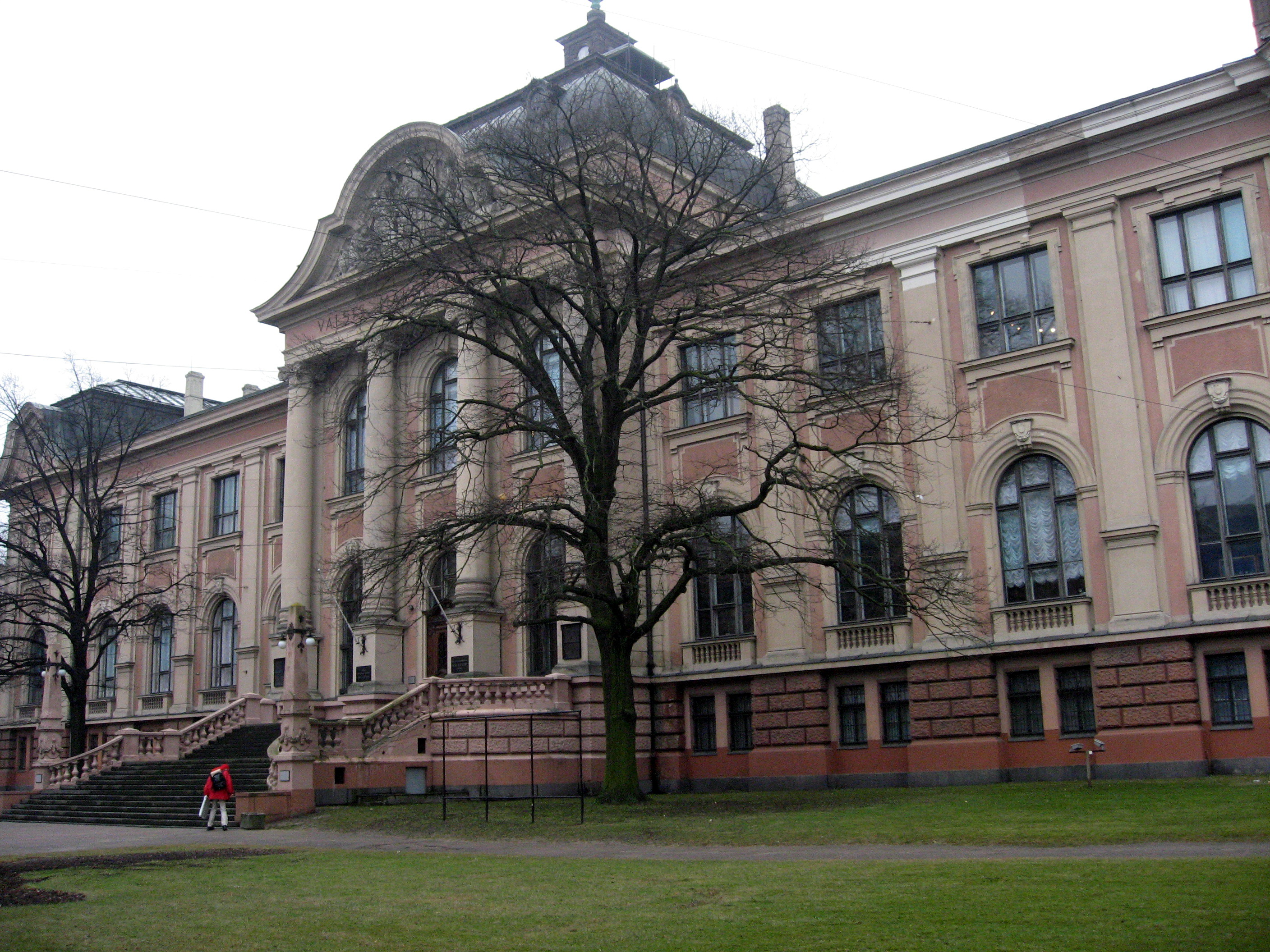
国立拉脱维亚美术馆门口的照片

國立拉脫維亞美術館是拉脫維亞規模最大的美術館，位於拉脫維亞首都里加。美術館收藏有52,000多件藝術品，反映了波羅的海地區和拉脫維亞自18世紀中期至今的藝術發展。美術館還收藏了俄羅斯自16世紀至20世紀上半期的藝術品。博物館建築修建於1905年。是波羅的海地區第一座博物館專用建築。博物館現在正在整修，將在2015年重新開放。

## 外部連結
- 官方网站

56°57′21″N 24°06′47″E / 56.955775°N 24.113123°E